# Растовача (Плитвицька Єзера)
44°55′ пн. ш. 15°37′ сх. д. / 44.91° пн. ш. 15.62° сх. д.
Растовача (хорв. Rastovača) — населений пункт у Хорватії, в Лицько-Сенській жупанії у складі громади Плитвицька Єзера.

## Населення
Населення за даними перепису 2011 року становило 98 осіб.
Динаміка чисельності населення поселення:

## Клімат
Середня річна температура становить 8,93 °C, середня максимальна – 22,30 °C, а середня мінімальна – -6,15 °C. Середня річна кількість опадів – 1352 мм.
| Клімат поселення                              | Клімат поселення | Клімат поселення | Клімат поселення | Клімат поселення | Клімат поселення | Клімат поселення | Клімат поселення | Клімат поселення | Клімат поселення | Клімат поселення | Клімат поселення | Клімат поселення | Клімат поселення |
| Показник                                      | Січ.             | Лют.             | Бер.             | Квіт.            | Трав.            | Черв.            | Лип.             | Серп.            | Вер.             | Жовт.            | Лист.            | Груд.            |                  |
| Середній максимум, °C                         | 6,49             | 7,14             | 10,36            | 14,30            | 18,95            | 22,30            | 21,36            | 20,88            | 17,22            | 13,44            | 7,96             | 4,58             |                  |
| Середня температура, °C                       | 0,18             | 0,84             | 4,06             | 8,00             | 12,62            | 15,98            | 18,05            | 17,56            | 13,89            | 10,10            | 4,64             | 1,25             |                  |
| Середній мінімум, °C                          | −6,15            | −5,48            | −2,26            | 1,67             | 6,31             | 9,67             | 14,73            | 14,22            | 10,58            | 6,78             | 1,32             | −2,07            |                  |
| Норма опадів, мм                              | 89               | 94               | 101              | 117              | 106              | 109              | 88               | 97               | 128              | 141              | 157              | 125              |                  |
| Середньомісячна швидкість вітру, м/с          | 1.80             | 1.90             | 2.21             | 2.16             | 2.00             | 1.78             | 1.75             | 1.64             | 1.66             | 1.78             | 1.91             | 1.96             |                  |
| Середньомісячна сонячна радіація, кДж/м²·день | 4500             | 7158             | 10568            | 14980            | 19085            | 20894            | 22522            | 19225            | 14307            | 9210             | 4950             | 3737             |                  |
| --------------------------------------------- | ---------------- | ---------------- | ---------------- | ---------------- | ---------------- | ---------------- | ---------------- | ---------------- | ---------------- | ---------------- | ---------------- | ---------------- | ---------------- |
| Джерело:                                      |                  |                  |                  |                  |                  |                  |                  |                  |                  |                  |                  |                  |                  |